# Benzonidazol
O benzonidazol, vendido sob o nome de Rochagan® ou Rodanil®, é um medicamento usado para a quimioterapia específica da doença de Chagas. Embora seja o fármaco de primeira escolha para o tratamento da doença, é muito pouco eficaz para cura de pacientes durante a fase crônica da doença.

## Propriedades
- Meia-vida de eliminação: 10 a  13 horas
- Biodisponibilidade oral: 92%
- Pico de concentração plasmática: 3 a 4 horas

## Esquemas de administração[3]
Crianças até 12 anos
Fase aguda e fase crônica (forma indeterminada)
• 5 mg/kg, por via oral, dividido a cada 12 horas, durante 30 a 60 dias.
Adultos
- Fase aguda

• 5 a 7 mg/kg, por via oral, dividido a cada 12 horas, durante 60 dias.
- Fase crônica, forma indeterminada

• 3 mg/kg/dia, por via oral, dividido a cada 12 horas, durante 90 dias.
- Fase crônica, forma clínica inicial

• 10 mg/kg/dia, por via oral, dividido a cada 12 horas, durante 10 dias, mais 3 mg/kg/dia, por via oral, dividido a cada 12 horas, durante 50 dias.

## Mecanismo de ação
O benzonidazol provavelmente atua através do mecanismo de stress redutivo, envolvendo modificação covalente de macromoléculas, como as de DNA, por intermediários nitroredutores. Proporcionando a perda da capacidade de multiplicação do parasito (Trypanosoma cruzi) e assim a cura do paciente.

## Efeitos colaterais
Esse medicamento tem efeitos colaterais frequentes incluindo: anorexia, vômitos, e dermatite alergíca, provavelmente como consequência dos danos oxidativos ou redutivos no tecido do hospedeiro.

## Interações
- Bebidas alcoólicas.[7]